# SQLCMD
SQLCMD es una utilidad para el manejo de bases de datos relacionales (SGBD) basado en el lenguaje Transact-SQL mediante la línea de comandos.
Utilizando la línea de comandos sqlcmd, usted puede:
- Mandar instrucciones T-SQL a la base de datos SQL Server.
- Crear scripts y procedimientos.
Conexión dedicada de Administración
SQLCMD también es uno de los últimos recursos cuando el sistema falla (por ejemplo cuando la base de datos principal del sistema llamada master se corrompe).
Cuando se cuelgue el sistema o no este disponible. La Conexión dedicada de Administración (DAC en inglés) es uno de los últimos recursos.
SQLCMD permite una conexión dedicada de administración utilizando el parámetro -A como sigue:
sqlcmd -A

SQLCMD utiliza el OLE DB
Para su conexión con la Base de datos, SQLCMD utiliza la conexión OLE DB.
Las herramientas visuales de SQL Server (El Management Studio) utiliza el sqlclient para sus conexiones.

Historia de sqlcmd
SQLCMD surge como una herramienta para ejecutar sentencias T-SQL mediante línea de comandos en SQL Server 2005. Actualmente está también incorporado en SQL Server 2008.
El antecesor del sqlcmd es el OSQL de la versión SQL Server 2000.
Paso de parámetros y lenguaje de scripting
Como se especificó anteriormente sqlcmd puede ser utilizado como un lenguaje script de programación.
El paso de datos dinámicamente está permitido al igual que la interacción con scripts generados en archivos .sql.